# Ernest Paul
Ernest Paul (* 5. Dezember 1881 in Villotte-sur-Ource; † 9. September 1964 in Saint-Gatien-des-Bois) war ein französischer Radrennfahrer.

## Sportliche Laufbahn
Paul war im Straßenradsport aktiv. Von 1908 bis 1922 war er Berufsfahrer. Der Erste Weltkrieg hatte seine Karriere für vier Jahre unterbrochen. Seine bedeutendsten sportlichen Erfolge waren Etappensiege in der Tour de France 1909 und 1910. 1919 gewann er das Eintagesrennen Nice–Annot–Nice.
Dritter wurde Paul bei Paris–Lille 1908, bei Paris–Tours 1909 und bei Paris–Brest–Paris 1911. Achtmal bestritt er die Tour de France. 1908 wurde er 18., 1909 6., 1910 7., 1911 8., 1914 12., 1921 27. und 1922 30. 1912 hatte er die Rundfahrt nicht beendet. In den Rennen der Monumente des Radsports war der 15. Platz im Rennen Paris–Roubaix 1912 sein bestes Resultat.

## Familiäres
Paul war der Halbbruder des luxemburgischen Siegers der Tour de France von 1909 François Faber.